# Robert Dill-Bundi
Robert Dill-Bundi   (Chippis, 18 de novembre de 1958 - 16 de setembre de 2024) va ser un ciclista suís que fou professional de 1981 a 1988. Especialista en la pista, el 1980 va prendre part als Jocs Olímpics de Moscou, on va guanyar la medalla d'or en la prova de persecució. També va aconseguir quatre medalles als Campionats del Món en pista, una d'or, una de plata i dues de bronze.
En ruta el seu èxit més important fou una etapa al Giro d'Itàlia de 1982.

## Palmarès en pista
- 1975
  -  Campió del món júnior en Persecució
- 1976
  -  Campió del món júnior en Persecució
- 1978
  -  Campió de Suïssa de Persecució
- 1979
  -  Campió de Suïssa de Persecució
- 1980
  -  Medalla d'or als Jocs Olímpics de Moscou en Persecució
  -  Campió de Suïssa de Persecució
- 1981
  -  Campió de Suïssa de Persecució
- 1982
  -  Campió de Suïssa de Persecució
  -  Campió de Suïssa de Quilòmetre
  - 1r als Sis dies de Zuric (amb Urs Freuler)
- 1983
  - Campió d'Europa de Velocitat
  -  Campió de Suïssa de Persecució
  -  Campió de Suïssa de Puntuació
- 1984
  -  Campió del món de Keirin

## Palmarès en ruta
- 1975
  - 1r al Tour al País de Vaud
- 1982
  - Vencedor d'una etapa del Giro d'Itàlia
- 1991
  - Vencedor d'una etapa del Tour de Romandia

### Resultat al Giro d'Itàlia
- 1982. Abandona. Vencedor d'una etapa

### Resultat al Tour de França
- 1986. Abandona (12a etapa)